# Haus der Qazviner
Das Haus der Qazviner (persisch خانه قزوینی ها, IPA:xɑnɛ jɛ ɢæzvinihɑ) ist ein historisches Haus in der iranischen Stadt Isfahan. Es gehört der Ära Naser ad-Din Schah (1830–1890) an. Trotz der vielen historischen Häuser in Isfahan sind nur wenige von ihnen zur Besichtigung für Touristen geöffnet. Das zugängliche Haus verfügt über eine interessante Architektur nach einem meisterhaften Plan und hat etliche Höfe. Die nördliche Seite jedes Hofes wurde höher gelegt. Der äußere Teil des Bauwerks ist geprägt von:
- einem mit erlesenen Muqarnas dekorierten Podium[1]
- dessen Türen bemalte Gläser aufweisen.
- einer Halle auf der westlichen Seite, dekoriert mit Stuck und den geschnittenen Spiegeln.
- Auf der östlichen Seite gibt es eine Halle, kleinere Zimmer, eine große Veranda und bedeckte Vestibüle und einen Dienstleistungssektor.[1]

Die inneren Teile sind auf der östlichen Seite des Haupthofes. Da gibt es Hallen und Büros. Ställe und Wohnräume der Dienstboten sind in den südlichen Teilen des Hauses.
Das Haus der Qazviner ist jeden Tag außer freitags und an den Feiertagen zur Besichtigung geöffnet. Zurzeit wird das Büro der Organisation für Kulturerbe, Handwerk und Tourismus Isfahans darin beherbergt.